# Neoempheria bifascipennis
Neoempheria bifascipennis är en tvåvingeart som först beskrevs av Enrico Adelelmo Brunetti 1912.  Neoempheria bifascipennis ingår i släktet Neoempheria och familjen svampmyggor. Inga underarter finns listade i Catalogue of Life.